# Closterium venus
Closterium venus  là một loài Song tinh tảo trong họ Desmidiaceae, thuộc chi Closterium.